# تهم‌خسرو

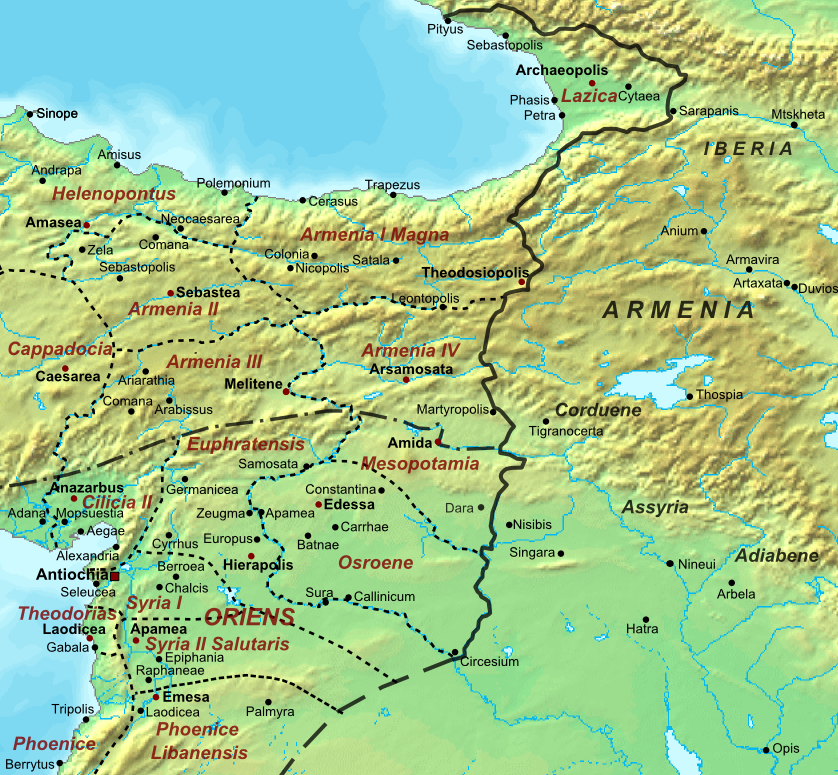
نقشه مرزهای سیاسی شاهنشاهی ایران و بیزانس.

تَهم‌خسرو (خسرو نیرومند) سپهدار ارتش ساسانی که در جنگ‌های ایرانی و رومی سده ششم میلادی حضور داشت. همان‌طور که از نام او بر می‌آید، در میان ایرانیان بسیار مورد احترام و یکی از سپهداران عمده ارتش خسرو اول - انوشیروان - بود. (۵۳۱–۵۷۹ میلادی)

## زندگی‌نامه
تهم‌خسرو را نخستین بار در سال ۵۷۵ سراغ داریم. در سال ۵۷۴ پس از جنگی که از سال ۵۷۲ آغاز شده بود، یک سال گفتگوهای ترک مخاصمه و آتش‌بس میان امپراتوری روم شرقی (بیزانس) و ایران جریان داشت. ایرانیان بر پنج سال قرار داد آتش‌بس تأکید داشتند اما فرستادگان رومی تنها با سه سال آتش‌بس موافقت می‌کردند. در چنین شرایطی سپهدار مهبد دستور داد که سپهدار تهم‌خسرو حمله‌ای را علیه رومی‌ها تدارک ببیند. تهم‌خسرو به قلعه دارا در شمال میان‌رودان یورش برد در نتیجه قرار داد سه ساله‌ای میان دو طرف عقد شد و رومی‌ها سی هزار سکه طلا سولیدوس به ایران پرداختند.
در نتیجه این عهدنامه، ادامه نبرد مجدداً متوجه ارمنستان ساسانی شد. در آنجا بیزانسی‌ها موفقیت زیادی به دست آوردند و دسته عظیمی از نیروهای ایرانی که توسط انوشیروان فرماندهی می‌شدند را عقب راندند. مذاکراتی که تا حدودی منافع بیزانس را تأمین می‌کرد دوباره از سر گرفته شد. در سال ۵۷۷ تهم‌خسرو به ارمنستان لشکرکشی کرد و ژنرال ژوستینیان را شکست داد و پس از آن ایرانیان مذاکرات را ترک کردند. در سال ۵۷۸ همچنان تهم‌خسرو در ارمنستان به عنوان فرمانده ارشد باقی‌ماند. از آنجایی که قوایش به لحاظ شماره از قوای موریس کمتر بود. پس از آنکه به حیله نشان داد قوایش را متوجه ارزروم کرده، به سیلوان و امیدا حمله کرد. تصمیم خودسرانه او به عنوان عملی ناآزموده مورد نکوهش ایرانیان قرار گرفت بنابراین از فرماندهی ارمنستان خلع شد و وهرز وزور را جایگزین او کردند.
در سال ۵۸۱ به درجه مرزبان ارتقاء یافت و ارتش ایران را در شمال میان‌رودان رهبری کرد. پس از اینکه یک دور دیگر از مذاکرات به شکست انجامید، تهم‌خسرو به همراه آذرماهان خاک روم را اشغال کردند. موریس که در انتظار این حمله بود، در جون ۵۸۲ میلادی با ایرانیان، بیرون شهر روبه‌رو شد و لشکر ایران شکست سنگینی خورد و تهم‌خسرو در این میان به قتل رسید.

## پانوشت‌ها
1. 1 2 3 4 5  (Martindale، Jones و Morris 1992، صص. 1215–1216).
2. ↑  (Greatrex و Lieu 2002، ص. 152).
3. ↑  (Greatrex و Lieu 2002، صص. 152–158).
4. ↑  (Greatrex و Lieu 2002، صص. 159–160).
5. ↑  (Greatrex و Lieu 2002، صص. 160–162).
6. ↑  (Greatrex و Lieu 2002، ص. 166).